# Russia Tower
Věž Rusko (rusky Башня Россия, anglicky Russia Tower) byl plánovaný moskevský mrakodrap. Měl mít 118 podlaží, být 612,2 metrů vysoký a stát se tak nejvyšší budovou Evropy. Dne 18. září 2007 byl položen základní kámen této budovy, plánované dokončení mělo být v roce 2012. Stavba byla zastavena v roce 2008, kdy byla ve fázi základů. V roce 2009 byla stavba mrakodrapu definitivně zrušena. Na místě má vzniknout parkoviště.
Celková výše nákladů na výstavbu měla činit přes 2 miliardy dolarů. Hlavním architektem budovy byl Norman Foster.